# Museo del Parmigiano-Reggiano
El Museo del Parmigiano-Reggiano es un museo etnografico dedicado al queso Parmigiano-Reggiano, ubicado dentro de la Corte Castellazzi en Via Volta 5 en Soragna, en la provincia de Parma.

## Historia

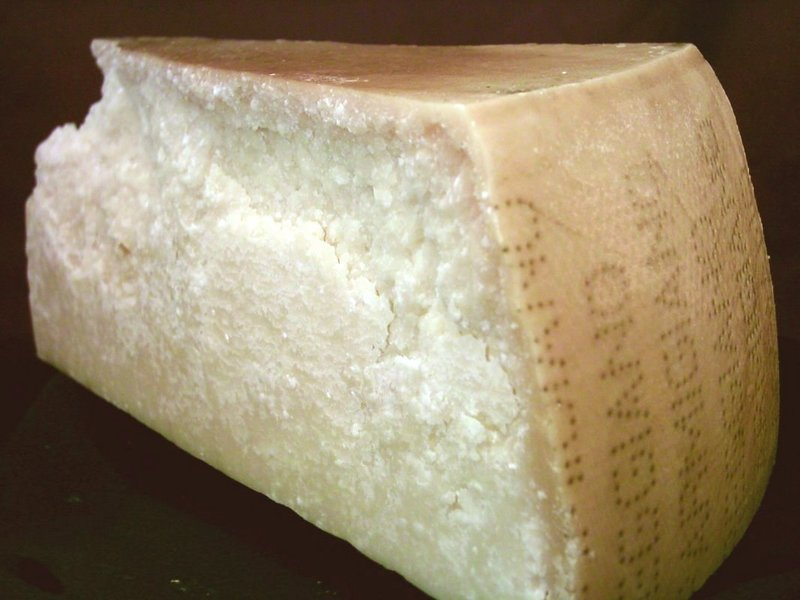
Un trozo de Parmigiano-Reggiano con la marca característica.

En 2001 se fundó el "Comité Promotor de los Museos de la Alimentación", desde 2003 Asociación de Museos de Alimentos de la Provincia de Parma, que unió la Provincia de Parma, los Municipios de Soragna, Langhirano y Collecchio, los consorcios para la protección de los Productos Típicos, la Cámara de Comercio de Parma y las asociaciones comerciales de la categoría; desde entonces la institución ha sido responsable de la creación y gestión de la red de museos de alimentos en la provincia de Parma, comenzando una serie de obras que incluían algunos edificios, incluido el peaje circular de la Corte Castellazzi del siglo XVIII, anexada a la Rocca; la lechería, construida en 1848 a instancias del Príncipe Casimiro Meli Lupi y ampliada en 1963 con la construcción de la estructura adyacente al este, conteniendo la sala de salazón en el sótano y la sala de leche en el entresuelo, permaneció activa hasta 1977.
El museo del Parmigiano-Reggiano fue inaugurado el 30 de noviembre del 2003.

## Recorrido expositivo

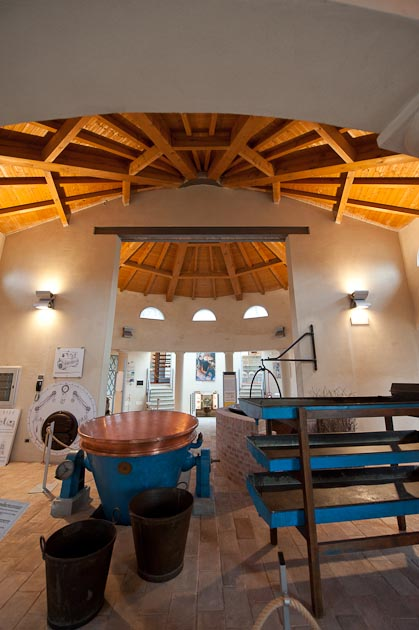
Una sala

El itinerario de la exposición, ubicado dentro de una sala circular y la estructura adyacente, se divide en tres secciones, correspondientes a los tres entornos diferentes utilizados originalmente en las diversas fases de procesamiento de Parmigiano-Reggiano; los más de 120 objetos expuestos, que provienen de las cinco provincias de producción de queso (Parma, Reggio nell'Emilia, Módena, Bolonia al oeste de Reno y Mantua al sur del Po), datan de un período comprendido entre la segunda mitad del siglo XIX y la primera del siglo XX.